# Derocheilocaris typica
Derocheilocaris typica is een kreeftachtigensoort uit de familie van de Derocheilocarididae. De wetenschappelijke naam van de soort is voor het eerst geldig gepubliceerd in 1943 door Pennak & Zinn.